# Ladies' Home Journal
Le Ladies Home Journal était un magazine féminin américain publié par Meredith Corporation. Son premier numéro a été publié le 16 février 1883, et le dernier le 24 avril 2014. Il a été l'un des principaux magazines féminins du XXe siècle aux États-Unis. Il a été le premier magazine américain à atteindre un million d'abonnées en 1903.
Il a été le premier journal à publier certaines nouvelles d'Agatha Christie[réf. nécessaire].

## Histoire
Le magazine faisait partie de ce qui était appelé dans la presse américaine les Sept Sœurs, groupe de magazines historiques à forte diffusion, orienté vers la femme au foyer.
Au mois de mars 1970, 200 féministes occupèrent pendant onze heures les locaux du journal pour l'inciter à mieux refléter la variété des choix de vie possible des femmes. Ces dernières obtinrent la possibilité de produire une partie du journal du mois d'août suivant.
C'est à l'occasion de cet évènement que l'expression de « Women's Lib » (pour « Mouvement de libération des femmes ») fut popularisé dans la société américaine.

## Galerie

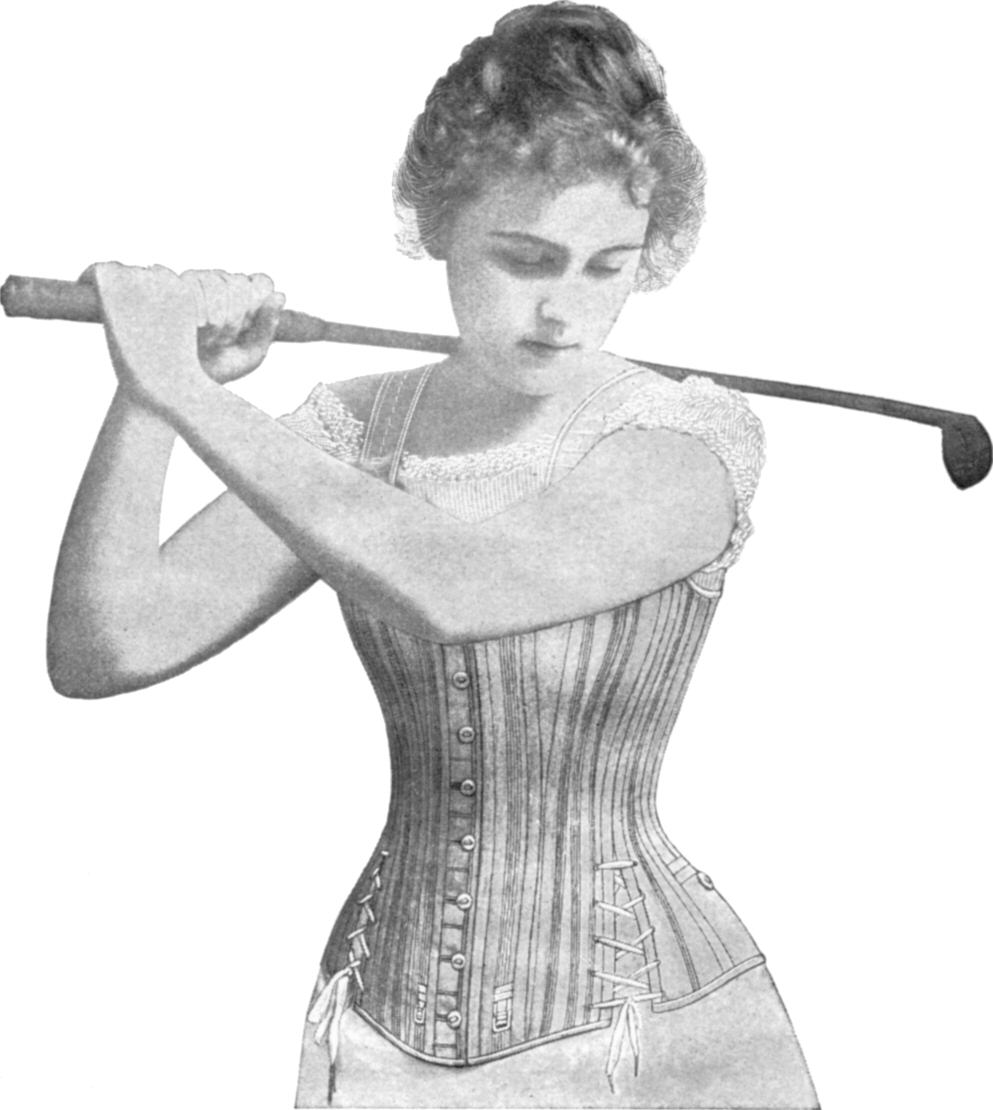
Septembre 1900, page 33.
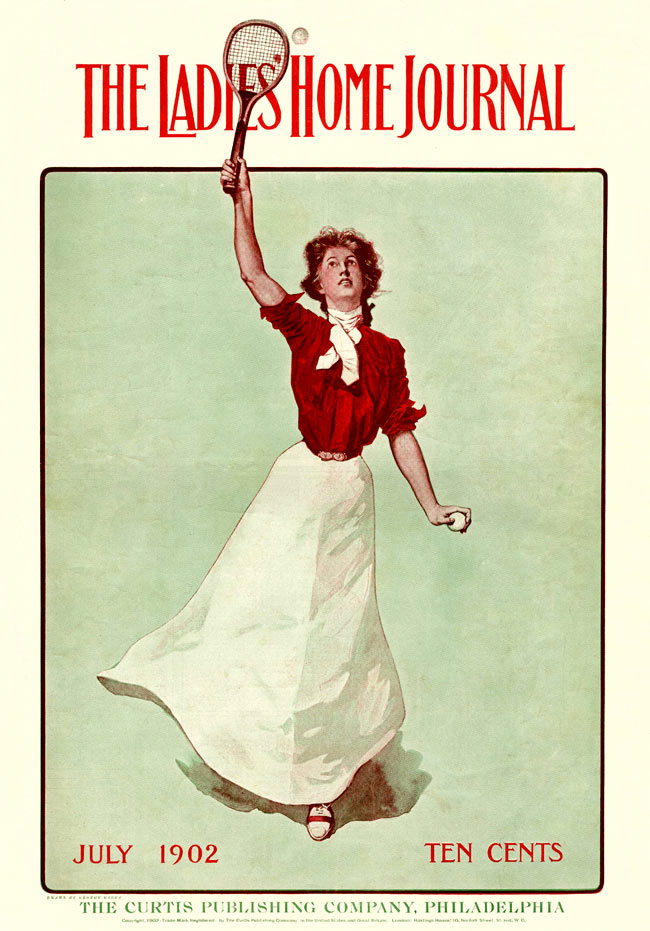
Couverture, juillet 1902.
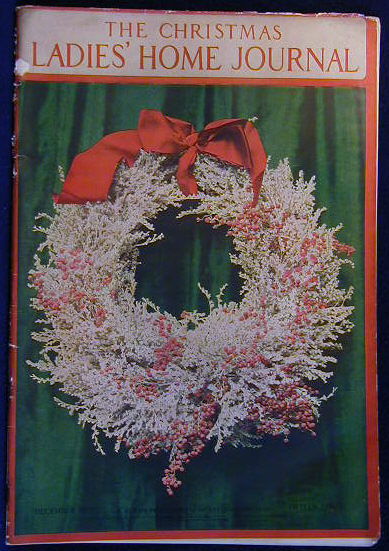
Couverture, décembre 1906.